# Bull of the Woods
Bull of the Woods är det sista studioalbumet rockgruppen 13th Floor Elevators kom att spela in. Både Roky Erickson och Tommy Halls medverkan var marginell, med undantag för låten "May The Circle Remain Unbroken". Det var istället Stacy Southerland som tog ledningen i gruppen och främst bidrog med låtar till albumet. Bull of the Woods utgavs 1969.

## Låtlista
Sida A
1. "Livin' On" (Stacy Sutherland, Tommy Hall) – 3:23
2. "Barnyard Blues" (Sutherland) – 2:52
3. "Til Then" (Sutherland, T. Hall) – 3:18
4. "Never Another" (Roky Erickson, T. Hall) – 2:27
5. "Rose and the Thorn" (Sutherland) – 3:37
6. "Down by the River" (Sutherland) – 1:50

Sida B
1. "Scarlet and Gold" (Sutherland) – 5:00
2. "Street Song" (Sutherland) – 4:57
3. "Dear Dr. Doom" (Sutherland, Hall) – 3:13
4. "With You" (Ronnie Leatherman) – 2:12
5. "May the Circle Remain Unbroken" (R. Erickson) – 2:42

## Medverkande
Musiker
- Roky Erickson – sång, rytmgitarr
- Tommy Hall – elektrisk jug, sång
- Stacy Sutherland – sologitarr, sång
- Danny Thomas – trummor, sång
- Danny Galindo – basgitarr
- Ronnie Leatherman – basgitarr, sång

Produktion
- Ray Rush – producent
- Fred Carroll – ljudtekniker
- Jim Duff – ljudtekniker
- Hank Poole – ljudtekniker
- Lloyd Sepulveda – omslag